# Tlatempa, Ocuilan
Tlatempa är en ort i kommunen Ocuilan i delstaten Mexiko i Mexiko. Samhället hade 251 invånare vid folkräkningen år 2020.